# Рибникар, Владислав (1900)
Владислав Рибникар (серб. Владислав Слободана Рибникар; 1900—1955) — сербский журналист, директор газеты «Политика» и информационного агентства «Танюг»; а также государственный деятель.

## Биография
Родился 15 июня 1900 года в Белграде.
Во время Первой мировой войны обучался во Франции, где получил специальность архитектура в 1922 году. После смерти в 1924 году Слободана Рибникара, Владислав стал директором газеты «Политика» и поднял её авторитет до самой читаемой в Королевстве Югославии.
Путешествовал по Европе, создавая статьи о посещенных странах. В 1927 году был в Москве, где встречался с членами Союза коммунистов Югославии, находящихся в эмиграции. В Югославии познакомился с Иосипом Броз Тито.
Во время оккупации страны Германией (Вторая мировая война), жил в Белграде. В конце октября 1941 года был арестован и отправлен в концлагерь Баница. Был выпущен в марте 1942 года и находился под домашним арестом. В середине 1943 года вместе с женой Ярой Владиславу Рибникару удалось перейти на освобожденную Югославской армией территорию. Он являлся участником Народно-освободительной борьбы Югославии, был членом Президиума Антифашистского вече народного освобождения Югославии, стал одним из основателей и первым директором информационного агентства «Танюг».
После освобождения Югославии, был министром в Правительстве СФРЮ (с 1946), председателем Комитета по вопросам культуры и искусства (с 1948). С 1951 года — председатель Комитета по кинематографу, член Президиума Народной скупщины СФРЮ и Центрального совета Социалистического союза трудового народа Югославии. С 1953 года Владислав Рибникар был президентом югославского Красного креста. В 1947 году он был делегатом СФРЮ на заседании Генеральной ассамблеи ООН и ЮНЕСКО.
Умер 1 декабря 1955 года в Белграде, Югославия.
Был награждён югославскими орденом Национального освобождения и медалью Партизанская память.

### Семья
Был дважды женат:
1. Стана Джурич (1905—1986); дети — сын Слободан[серб.], дочери Милица и Иванна.
2. Яра Рибникар (1912—2007); дети — сын Дарко и дочь Владислава.